# SC Malesherbes
Sporting club de Malesherbes là một câu lạc bộ bóng đá Pháp được thành lập vào năm 1957. Thuộc sở hữu của Bernard Pougat, trong mùa giải 2007-2008, đội bóng đã chơi ở championnat de France Amateurs 2 (D5).

## Lịch sử
Là nhà vô địch giải bóng đá Ligue du Center de football, SC Malesherbes đã tổ chức lễ kỷ niệm thứ năm mươi của họ với một sự thăng tiến vào giải vô địch quốc gia.

## Danh hiệu
- Vô địch DH Centre: 2006-2007;
- Chiến thắng của Coupe du Loiret: 2002-2003;
- Vô địch U-15 của Champion of the Division d'Honneur Régionale Centre: 2001-2002;
- Nhà vô địch của Promotion d'Honneurr Center Groupe A: 1999-2000.